# Sagbayan
Sagbayan est une municipalité de la province de Bohol, aux Philippines.

## Galerie

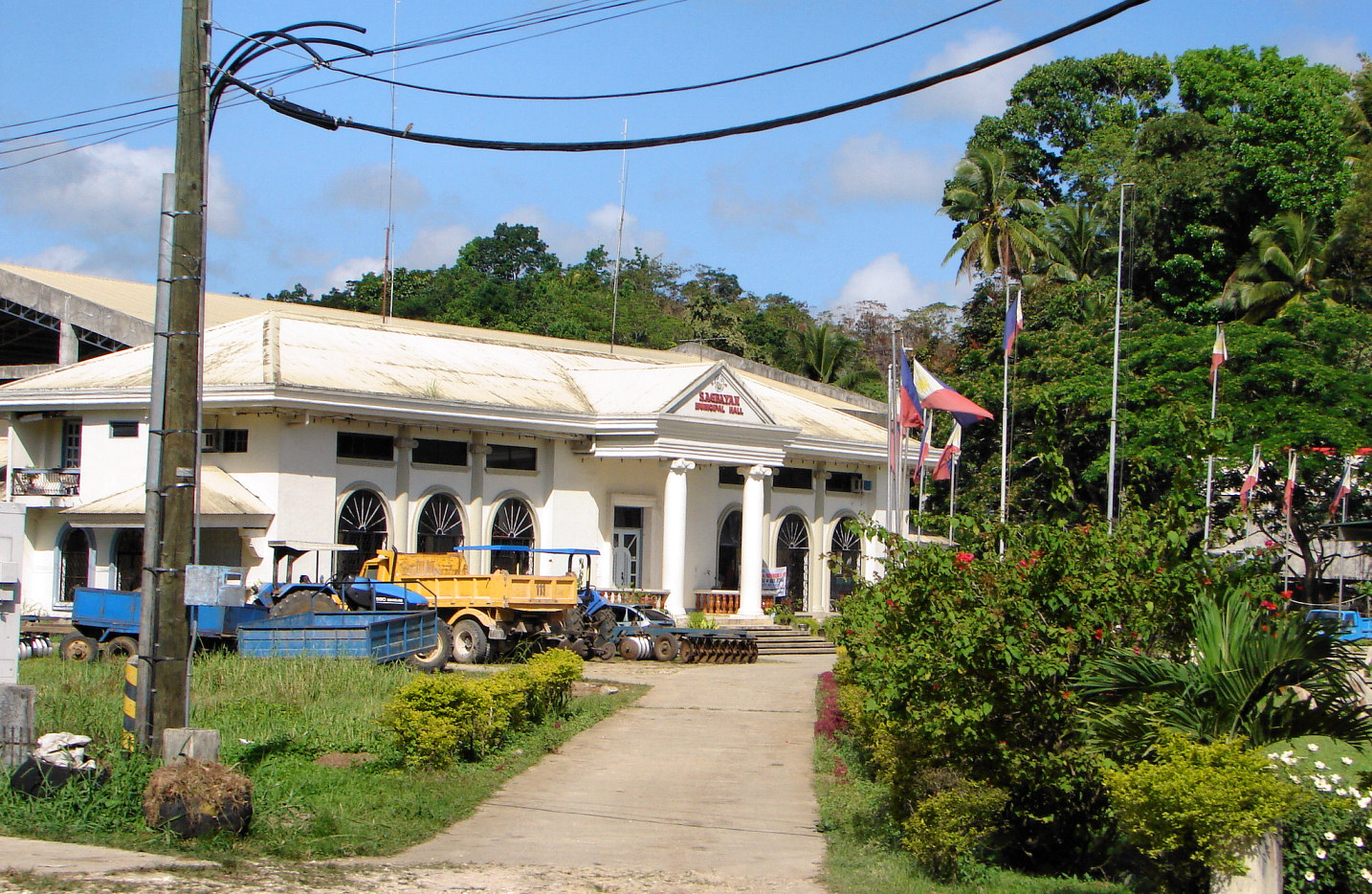
Hôtel de ville (totalement détruit par le séisme de 2103).
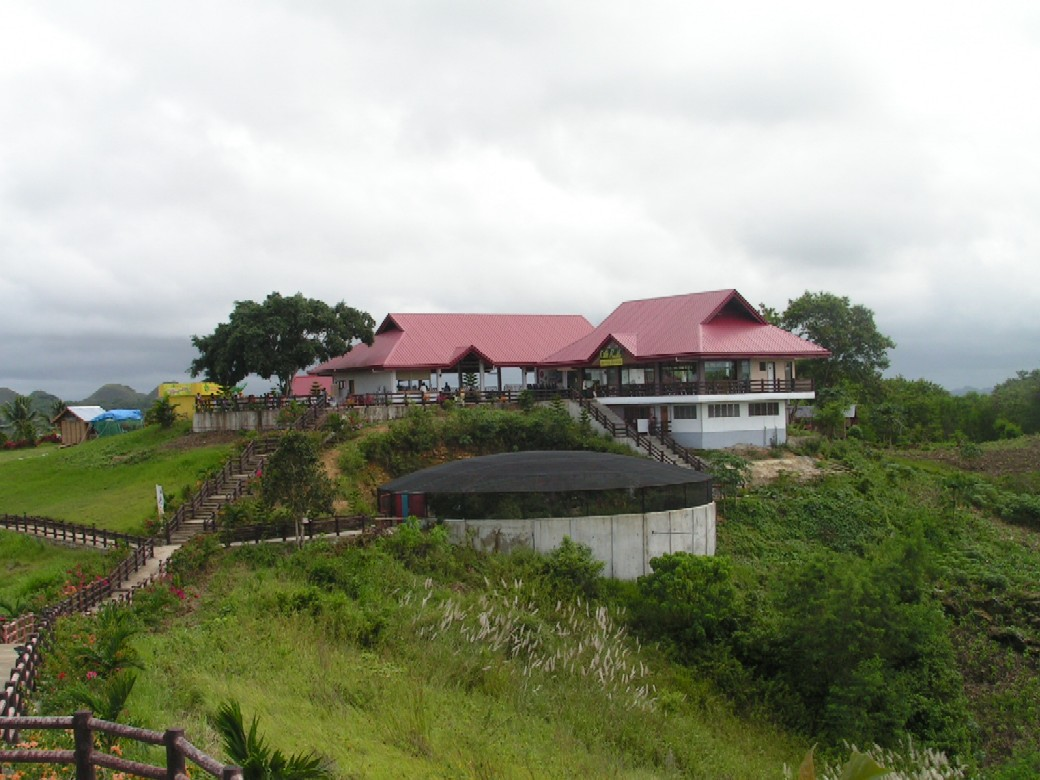
Sagbayan Peak.
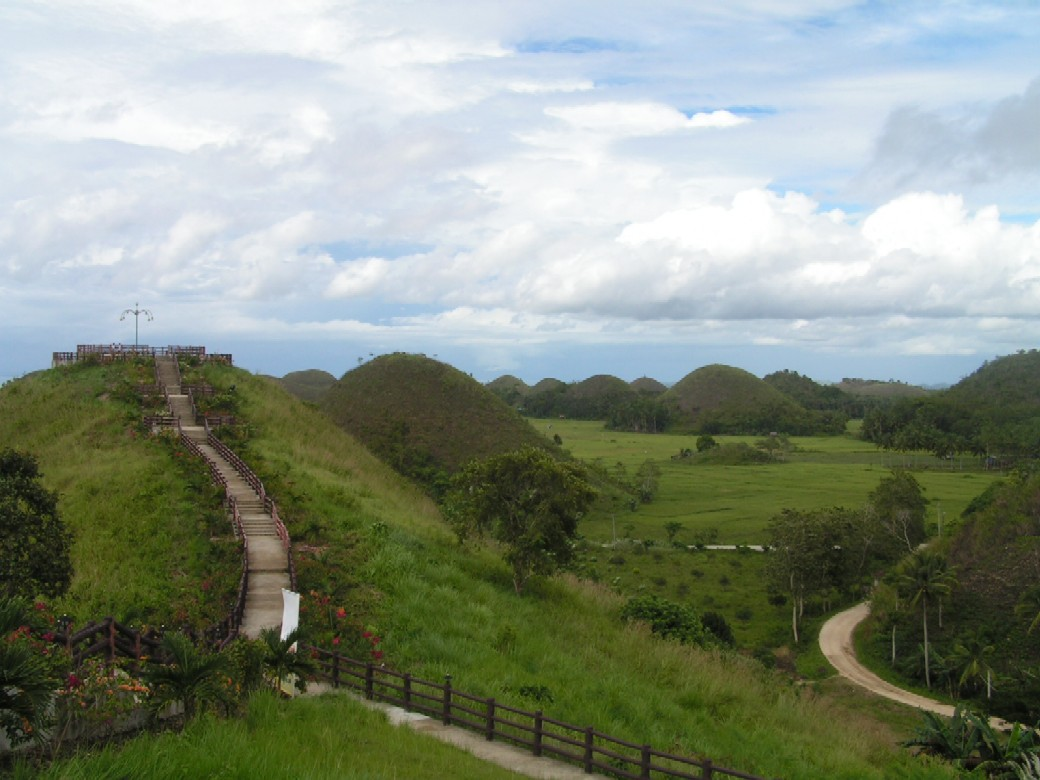
Les Chocolate Hills vus de Sagbayan Peak.